# Spoorlijn 179 (Tsjechië)
Spoorlijn 179 is een 11 kilometer lange spoorlijn in het westen van Tsjechië. De lijn verbindt de staatsgrens van Tsjechië met Duitsland bij Schirnding met het station Cheb. Vanaf Cheb kan men verder reizen naar onder andere Karlsbad, Pilsen en Praag. Over het traject rijden voornamelijk grensoverschrijdende stoptreinen en intercity's, bijvoorbeeld van Neurenberg naar Praag.
De spoorlijn maakt deel uit van de třetí železniční koridor (de derde spoorwegcorridor), die van de Duitse grens naar de Slowaakse grens loopt via Pilsen, Praag, Pardubice, Olomouc en Ostrava.